# Горелов, Владимир Васильевич
Владимир Васильевич Горелов — советский хозяйственный и государственный деятель, лауреат Государственной премии СССР за выдающиеся достижения в труде.

## Биография
Родился в 1938 году в деревне Арнаутово. Член КПСС.
Окончил агрономический факультет Рязанского сельскохозяйственного института.
В 1960—1964 годах — агроном в колхозах «Заветы Ленина» и «Родина» Новомосковского района Тульской области.
В 1964—1966 годах — слесарь-монтажник в Новомосковской производственной компании треста «Тулшахтоосушение».
В 1966—1994 годах — главного агронома племзавода-колхоза имени Ленина села Спасского Новомосковского района Тульской области.
Внедрил в хозяйстве передовой метод возделывания сахарной свёклы по индустриальной технологии. Усилиями Горелова была внедрена научно-обоснованная система земледелия: освоенные севообороты, мелиорация, рациональное использование органических и минеральных удобрений, а также средств защиты растений.
За выдающиеся достижения в труде, творческую инициативу и активность, получение высоких и устойчивых урожаев зерновых и кормовых культур, повышение производительности труда и снижение себестоимости продукции на основе широкого внедрения прогрессивных технологий был в составе коллектива удостоен Государственной премии СССР за выдающиеся достижения в труде 1985 года.
Умер в Новомосковском районе в 1994 году.

## Награды
- Орден Ленина (1981)
- Орден Трудового Красного Знамени (1972)